# Землетрясение в Аделаиде (1954)
Эпицентр землетрясения 1954 года в Аделаиде находился в Дарлингтоне, пригороде города Аделаида в Южной Австралии, примерно в 12 км (7,5 миль) к югу от центра города Аделаида. Землетрясение произошло в 3:40 утра ранним утром 1 марта 1954 года и имело магнитуду 5,6 балла. На площади более 700 км2 наблюдалась интенсивность, превышающая V по шкале интенсивности Меркалли.

## Геология
Поскольку Австралия расположена в центре тектонической плиты, Южная Австралия относительно стабильна в геологическом отношении. Тем не менее, Южная Австралия является вторым по сей день наиболее подверженным землетрясениям штатом Австралии, где ежедневно происходят 3–4 подземных толчка. Большинство подземных толчков имеют магнитуду ниже 2,5 и заслуживают внимания только сейсмологов. Поскольку они довольно равномерно рассредоточены по территории штата, большинство из них происходит далеко от населённых пунктов. Землетрясение в Аделаиде 1954 года отличалось своей магнитудой, что сделало его четвёртым по силе землетрясением в штате после заселения в 1836 году, а также тем, что оно произошло в районе плотного заселения людей.
Предполагается, что землетрясение началось вдоль линии разлома Иден-Бернсайд, которая, по сути, является зоной холмов, на глубине 4 км. Однако из-за отсутствия инструментов в то время это не было очевидным. Из-за того, что равнины Аделаиды в основном состоят из тяжёлой глины, усиление сотрясения было уменьшено, что привело к меньшему ущербу, чем можно было бы ожидать от землетрясения такого размера в мегаполисе. Не было зарегистрировано ни одного смертельного случая, в то же время зарегистрировано 16 травм.

## Ущерб
Общая стоимость ущерба оценивалась примерно в 17 миллионов фунтов (на 2017 год: 578 миллионов долларов США), но только 3 миллиона фунтов (на 2017 год: 104 миллиона долларов США) были выплачены в рамках страховки по 30 303 претензиям, покрывающим около 22% поврежденных зданий. В 1954 году в Аделаиде всё ещё действовало нормирование как во время войны, и большая часть повреждённого имущества не была застрахована. Землетрясение было самым разрушительным землетрясением в истории Австралии до 1989 года, когда его затмило землетрясение в Ньюкасле силой 5,6 балла по шкале Рихтера, в результате которого был нанесён ущерб в размере 4 миллиардов долларов, 13 человек погибли и 160 получили ранения.
Одна из первых построек поселения, гостиница Виктория, частично разрушилась. Среди других серьёзно повреждённых крупных зданий были местный католический собор, собор Святого Франциска Ксаверия, часовая башня Главного почтового офиса и недавно построенная больница в Блэквуде, которая претерпела серьёзные повреждения во всех своих палатах и офисах (хотя операционная сохранилась). Статуя Британии на Пири-стрит в Аделаиде была сильно повреждена, и, поскольку она также была повреждена во время землетрясений в Бичпорте 1897 года и Варуке в 1902 году, часы на статуе были удалены навсегда. За пределами Аделаиды повреждений было мало. Маяк на острове Трубридж в юго-восточной части полуострова Йорк, в 83 км к западу от Аделаиды через залив Сент-Винсент, отключился после того, как землетрясение повредило его генератор, а маяк на мысе Сент-Олбанс на острове Кенгуру начал мигать нерегулярно.